# Bit (televisieserie)
Bit is een tv-dramaserie van Omrop Fryslân uit 2008, geregisseerd door Steven de Jong. De serie vertelt het verhaal van twee rivaliserende paardenfamilies.

## Verhaal
Het is oorlog tussen de welvarende stoeterij van de familie Prins en de magere paardenstal van de familie Wierda. 
De serie begint na het overlijden van de moeder in het arme gezin, op het moment dat hun merrie wordt gedekt. Hieruit wordt later een toppaard geboren: Sil. Vanaf dat moment barst de strijd los. De Prinsen hebben geld, de Wierda’s talent. Wie wint?
De strijd woekert tussen verschillende generaties: de vaders Joop Prins en Hidde Wierda, twee krachtpatsers van ruim vijftig. En hun kinderen: Menno Prins en Renske Wierda, twee ambitieuze jongeren. Een strijd die zich toespitst op een dopingschandaal en de aanleg van een (paarden-)recreatiepark.

## Rolverdeling
- Wieke Wiersma - Renske Wierda
- Joop Wittermans - Hidde Wierda
- Miranda van Kralingen - Sylvia Wierda
- Hyltsje Smedes - Ate Wierda
- Wim van der Grijn -  Joop Prins
- Matteo van der Grijn - Menno Prins
- Marianne Vloetgraven - Annemarie Prins
- Steven de Jong - Tjitse de Vries
- Sabryna Scholte - Roxanne de Vries
- Jerrel Houtsnee - Mario
- Rense Westra - Kerkstra
- Wendy Brouwer - Femke Fokkema
- Daniëlle Veldkamp -  Jellina Fokkema
- Fedde Hoekstra - Beau Jan Baars
- Peter voor de Wind - Erik
- Jappie Visser - Paja